# Molomea hamleti
Molomea hamleti är en insektsart som först beskrevs av William Lucas Distant 1908.  Molomea hamleti ingår i släktet Molomea och familjen dvärgstritar. Inga underarter finns listade i Catalogue of Life.